# Phyllanthus dusenii
Phyllanthus dusenii är en emblikaväxtart som beskrevs av John Hutchinson. Phyllanthus dusenii ingår i släktet Phyllanthus och familjen emblikaväxter. Inga underarter finns listade i Catalogue of Life.